# Tama (mèo)
Mèo Tama (た, ngày 29 tháng 4 năm 1999 - ngày 22 tháng 6 năm 2015) là một con mèo cái đã nổi tiếng vì là một chủ trạm và nhân viên điều hành tại ga Kishi trên tuyến Kishigawa ở Kinokawa, tỉnh Wakayama, Nhật Bản.

## Cuộc sống khi nhỏ và được nhận nuôi
Mèo Tama sinh ra ở Kinokawa, Wakayama và được nuôi dưỡng với một nhóm mèo đi lạc thường sống gần ga Kishi. Chúng thường xuyên được cho ăn bởi hành khách và bởi Toshiko Koyama, người quản lý nhà ga không chính thức vào thời điểm đó.
Nhà ga đã gần đóng cửa vào năm 2004 vì vấn đề tài chính trên tuyến đường sắt. Trong khoảng thời gian này, Koyama nhận nuôi Tama. Cuối cùng, quyết định đóng cửa nhà ga đã bị rút lại sau khi người dân yêu cầu mở cửa. Vào tháng 4 năm 2006, Đường sắt Điện Wakayama đã phá hủy tất cả các ga trên Tuyến Kishigawa để cắt giảm chi phí. Các chủ trạm được chọn từ nhân viên của các doanh nghiệp địa phương gần mỗi trạm và Koyama chính thức được chọn làm quản lý trạm.

## Thăng tiến
Vào ngày 5 tháng 1 năm 2007, các quan chức đường sắt đã quyết định chính thức trao cho Tama danh hiệu chủ trạm. Là chủ trạm, nhiệm vụ chính của nó là chào đón hành khách.
Thay cho mức lương hàng năm, ngành đường sắt đã cung cấp cho Tama thức ăn cho mèo trị giá một năm và thẻ tên vàng cho cổ áo của cô với tên và vị trí công việc của Tama. Vị trí này cũng đi kèm với chiếc mũ của chủ trạm phải được thiết kế và chế tạo đặc biệt để phù hợp với Tama, và mất hơn sáu tháng để hoàn thành. Vào tháng 7 năm 2008, một chiếc mũ mùa hè cũng được cấp cho Tama vì thời tiết nóng hơn. Thẻ tên vàng ban đầu của Tama đã bị đánh cắp bởi một hành khách vào ngày 10 tháng 10 năm 2007, nhưng một bản sao đã nhanh chóng được tạo ra để thay thế nó.
Vào tháng 8 năm 2010, để vinh danh năm thứ ba của Tama làm chủ trạm, tòa nhà ga tại Kishi đã được xây dựng lại với cấu trúc mới giống như khuôn mặt của một con mèo. Cả hai dự án cải tạo và xây dựng nhà ga "Tama Densha" đều được giám sát bởi nhà thiết kế công nghiệp Eiji Mitooka.
Vào ngày 6 tháng 1 năm 2011, năm thứ tư của Tama với tư cách là nhân viên văn phòng đã được tổ chức với một buổi lễ và thăng chức thành "Giám đốc điều hành", đứng thứ ba trong quản lý sau chủ tịch công ty và giám đốc điều hành.
Vào ngày 5 tháng 1 năm 2013, tại buổi lễ kỷ niệm năm thứ sáu làm nhân viên, Tama đã được nâng lên thành Chủ tịch danh dự của Đường sắt điện Wakayama suốt đời. Vào tháng 4 năm 2013, thông báo rằng do tuổi của Tama đã lớn, giờ làm việc của nó sẽ giảm xuống và chỉ ở tại văn phòng nhà ga từ thứ Ba đến thứ Sáu, giảm hai ngày từ thứ Hai đến thứ Bảy so với trước đây.

## Qua đời
Tama qua đời vào ngày 22 tháng 6 năm 2015, vì bệnh suy tim ở tuổi 16 - tương đương với khoảng 80 năm tuổi của con người, tại một bệnh viện động vật ở tỉnh Wakayama.